# Sigurd Overby
Sigurd Overby , né le 14 novembre 1899 et mort le 12 avril 1979, est un ancien spécialiste américain du combiné nordique.

## Biographie
En janvier 1924, il domine les sélections américaines pour les Jeux Olympiques de Chamonix. Lors des jeux olympiques de 1924, il est non partant en saut à ski mais termine 11e du combiné nordique et 19e du 18 km en ski de fond.
Il est intégré au Hall of Fame du ski américain en 1976. Le musée de ce « Hall of Fame » contient les skis utilisés par Sigurd Overby lors des Jeux olympiques de Chamonix.

## Résultats

### Jeux olympiques
| Épreuve / Édition | Épreuve / Édition | Chamonix 1924 |
| ----------------- | ----------------- | ------------- |
| Combiné nordique  | Combiné nordique  | 11e           |
| Saut à ski        | Saut à ski        | Non partant   |
| Ski de fond       | 18 km             | 19e           |

### Autres compétitions
- championnat des États-Unis de ski de fond : victoire en 1916, 1923 et 1926[3].